# 紗那郡
- 令制国一覧 > 北海道 (令制) > 千島国 > 紗那郡
- 日本 > 北海道 > 根室振興局 > 紗那郡

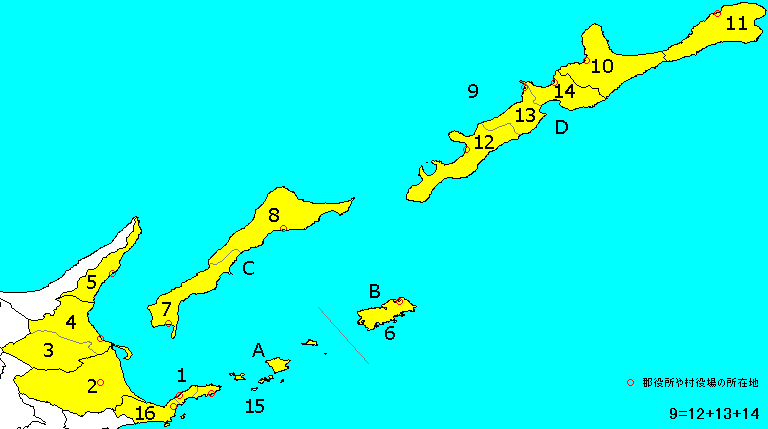
北海道紗那郡の位置（10・14：発足時 10：紗那村）

紗那郡（しゃなぐん）は、北海道（千島国）根室振興局の郡。 
以下の1村を含む。
- 紗那村（しゃなむら）

当該地域の領有権に関する詳細は千島列島及び北方領土問題の項目を参照のこと。

## 概要
択捉島北東部に位置し、東は蘂取郡、西は振別郡に接しており、当初は択捉島5郡中で最も面積が広かった。中心集落は紗那で、村役場のほか裁判所の登記所もおかれた。また、紗那川の河口には択捉漁業の大規模な缶詰工場が建設されるなど、散布半島東岸の別飛もあわせ明治期の択捉島では最も栄えた地域だった。しかし、人口は昭和初期にピークを記録した後、減少傾向となった。

## 歴史

### 郡発足までの沿革
江戸時代中期、紗那郡域は東蝦夷地に属し宝暦4年（1754年）松前藩によって開かれた国後場所に含まれた。寛政11年には高田屋嘉兵衛によって択捉航路が運行されるようになる。同年、紗那郡域は公議御料とされた。
江戸時代後期に差し掛かると、国後場所から分立した択捉場所が開かれ、エトロフ会所（運上屋）
（最初は老門だったが、後に紗那へ移転した）や漁場が設けられる。近藤重蔵によると、寛政12年には7郷中2郷（アンオンコタン、アリムイ）7村が紗那郡域にあり、人口も150人程を数えている（旧留別村域の2郷3村、250人ほどを除く）。文化3年には高田屋嘉兵衛によって有萌神社と紗那神社が創立された。同年7月27日、継右衛門ら6名の慶祥丸乗組員たちが、蘂取郡域の番所から紗那の会所に到着。漂着した北千島方面（幌筵島・羅処和島）から帰ってきた。また、南下政策を強力に推し進めるロシアの脅威に備え、紗那には勤番所が置かれ、弘前藩と盛岡藩の藩兵が警固を行っていたが、文化4年4月25日（1807年）会所などをロシアが攻撃・略奪・放火するシャナ事件（文化露寇、フヴォストフ事件）が勃発し、勤務中の間宮林蔵もこの事件に巻き込まれている。当時、有萌村で自刃した隊長の墳墓は史跡となっている。嘉永3年恵比須神社創立。紗那郡域は安政2年再び公議御料となり仙台藩が警固にあたったが、安政6年の6藩分領後も公議御料（仙台藩警固地）のままであった。別飛神社も幕末ころ創立されている。戊辰戦争（箱館戦争）終結直後の1869年、大宝律令の国郡里制を踏襲して紗那郡が置かれた。

### 郡発足以降の沿革
- 明治2年
  - 8月15日（1869年9月20日） - 北海道で国郡里制が施行され、千島国および紗那郡が設置される。開拓使が管轄。
  - 10月9日（1869年11月12日） - 仙台藩の領地となる（北海道の分領支配）。
- 明治3年 - 紗那村、有萌村、別飛村、留別村が起立。
- 明治4年8月20日（1871年10月4日） - 廃藩置県により再び開拓使の管轄となる。
- 明治9年（1875年）9月 - 従来開拓使において随意定めた大小区画を廃し、新たに全道を30の大区に分ち、大区の下に166の小区を設けた。

- 第26大区
  - 4小区 ： 紗那村、有萌村、留別村、別飛村

- 明治12年（1879年）7月23日 - 郡区町村編制法の北海道での施行により、行政区画としての紗那郡が発足。
- 明治13年（1880年）7月 - 振別郡外三郡役所（振別択捉紗那蘂取郡役所）の管轄となる。
- 明治15年（1882年）2月8日 - 廃使置県により根室県の管轄となる。
- 明治17年（1884年） - 紗那村、有萌村、別飛村が紗那村戸長役場、留別村が振別戸長役場の管轄となる[5]。
- 明治18年（1885年）11月 - 紗那郡外三郡役所（紗那振別択捉蘂取郡役所）の管轄となる。
- 明治19年（1886年）
  - 1月26日 - 廃県置庁により北海道庁根室支庁の管轄となる。
  - 2月 - 根室支庁が廃止。
- 明治30年（1897年）11月5日 - 郡役所が廃止され、紗那支庁の管轄となる。
- 明治36年（1903年）12月1日 - 紗那支庁が廃止され、根室支庁の管轄となる。
- 大正12年（1923年）4月1日
  - 北海道二級町村制の施行により、紗那村、有萌村、別飛村の区域をもって紗那村（二級村）が発足。（1村）
  - 北海道二級町村制の施行により、留別村が択捉郡留別村の一部となり、郡より離脱。
- 昭和18年（1943年）6月1日 - 北海道一・二級町村制が廃止され、北海道で町村制を施行。二級町村は指定町村となる。
- 昭和20年（1945年）9月2日 - 日本政府が降伏文書に調印、同時に一般命令第1号により、ソ連占領下となる。
- 昭和21年（1946年）10月5日 - 指定町村を廃止。
- 昭和22年（1947年）5月3日 - 地方自治法の施行により北海道根室支庁の管轄となる。
- 平成22年（2010年）4月1日 - 根室支庁が廃止され、根室振興局の管轄となる[6]。

## 人口
北海道二級町村制施行前
- 明治26年 - 郡役所統計概表 472人（男245人、女227人）、戸数333[7]
- 大正2年[8]
  - 紗那村管内：人口928人（男489人、女439人）、戸数211
  - 留別村管内：人口1,199、戸数253
- 大正9年 - 2,585人（男1,754人、女831人）、世帯数469[9]

北海道二級町村制施行後
国勢調査の結果で大正14年 - 昭和10年のデータは、昭和10年の国勢調査報告より。
- 大正9年 - 国勢調査 1,532人（男1,107人、女425人）、世帯数246（註：留別村が分離した後の紗那郡の範囲で合算）
- 大正14年 - 国勢調査 1,603人
- 昭和5年 - 国勢調査 2,308人
- 昭和10年 - 国勢調査 2,073人（男1,453人、女620人）、定住人口1,132人
- 昭和15年 - 国勢調査 1,426人（男891人、女535人）、世帯数267[11]
- 昭和20年 - 1,001人、世帯数226[12]